# Elegie duinesi
Elegie duinesi (Duineser Elegien) è una raccolta lirica di Rainer Maria Rilke, incominciata nel gennaio 1912 in contemporanea con i Sonetti a Orfeo.
Il poeta si trovava presso il castello dei principi Thurn und Taxis, appunto a Duino. Solo le prime due elegie vengono completate subito, nei mesi di gennaio e febbraio; le altre verranno stese in un arco di tempo più ampio, che si protrarrà fino all'11 febbraio 1922 (questa la data della lettera a Marie von Thurn und Taxis, in cui comunica la conclusione della stesura del ciclo) nel castello di Muzot a Veyras, acquistato dal mercante svizzero e mecenate d'arte Werner Reinhart, che poi invitò il poeta a viverci senza dover pagare l'affitto. Fu a Muzot che, durante alcune settimane, dopo un lungo silenzio causato da una grave depressione, completò finalmente le Elegie e scrisse tutti i Sonetti (entrambi pubblicati nel 1923).
A Muzot il poeta scrisse una serie di lettere mentre stava completando le Elegie, inclusa una alla sua amante di allora, Baladine Klossowska, l'unica persona autorizzata a frequentare il castello, e una alla sua ex amante, Lou Andreas-Salomé. Nella lettera a quest'ultima scrive: «Ora mi riconosco. Era come una mutilazione del mio cuore, che le Elegie non esistessero. Ora sono. Sono. (…) Sono uscito e ho carezzato il piccolo Muzot - che me l'ha custodito, che me l'ha, finalmente, concesso - come un grande vecchio fido animale».
(Michele Ranchetti)
La prima edizione fu pubblicata nell'ottobre 1923 dalla casa editrice Insel di Lipsia. La prima traduzione italiana è opera di Vincenzo Errante, in Rainer Maria Rilke, Liriche (Milano, Alpes, 1929).

## Struttura e genesi dell'opera
Il ciclo duinese si compone di dieci elegie.

### Prima Elegia
Scritta tra la fine di gennaio e l'inizio di febbraio 1912.
(Incipit prima elegia, traduzione di Michele Ranchetti.)
L'elegia I si apre con il grido, una lamentazione disperata. Trattasi di un lamento esistenziale vissuto e discusso a livello della psiche. Il primo tentativo che il poeta compie per sanare quest'emergenza sia esistenziale sia filosofica ha riscontro in una dottrina della salvezza, tutta rilkiana, basata sull'esaltazione della vita interiore e dell'ascesi in contrapposizione ai valori borghesi. Partendo da questa posizione, nello svolgersi del ciclo duinese, l'autore giunge ad una nuova soluzione che si esplica all'interno della IX Elegia.

### Seconda Elegia
Anch'essa scritta tra la fine di gennaio e l'inizio di febbraio 1912.
Il problema esistenziale è visto, in questa elegia, attraverso i limiti della coppia (per esempio le promesse di eternità svanite già dopo i primi istanti).
von der Umarmung. Und doch, wenn ihr der ersten

Blicke Schrecken besteht und die Sehnsucht am Fenster,

und den ersten gemeinsamen Gang, ein Mal durch den Garten:
 Liebende, seid ihrs dann noch? Wenn ihr einer dem andern
 euch an den Mund hebt und ansetzt –: Getränk an Getränk:

o wie entgeht dann der Trinkende seltsam der Handlung.»
l’eternità, quasi
Eppure, quando superate la paura
dei primi
sguardi, e la nostalgia alla finestra,

e il primo cammino insieme, un giro in giardino:

oh amanti, lo siete ancora? Quando verso la bocca
l’uno dell’altra,
vi levate e porgete –: bevanda a bevanda:
oh come è strano poi il sottrarsi del bevitore all’azione.»
(Elegie duinesi 2006)

### Terza Elegia
Incominciata tra febbraio e marzo 1912. Completata nell'autunno del 1913 a Parigi.

### Quarta Elegia
Ideata e subito completata tra 22 e 23 novembre 1915 a Monaco.

### Quinta Elegia
Ideata e portata a termine nel febbraio 1922 a Muzot.
Dedicata alla scrittrice e poetessa tedesca Hertha Koenig. Era anche una collezionista d'arte; su consiglio di Rilke aveva acquistato La famille des saltimbanques di Picasso.
Nella trascrizione fatta per Maria von Taxis alla Quinta elegia era apposto il sottotitolo Saltimbanques.
Nei primi versi della quinta elegia, un gruppo di girovaghi funge da simbolo centrale degli sforzi degli esseri umani, in particolare degli amanti. I «girovaghi, questi appena più fugaci di noi stessi» («Fahrenden, diese ein wenig / Flüchtigern noch als wir selbst»), sono descritti come irrequieti e inconsapevoli dell'impulso alla loro esibizione.

### Sesta Elegia
Incominciata tra febbraio e marzo 1912. La prosegue agli inizi del 1913 a Ronda; la terminerà anch'essa il 9 febbraio 1922 a Muzot.

### Settima Elegia
Ideata e portata a termine nel febbraio 1922 a Muzot.

### Ottava Elegia
Ideata e portata a termine nel febbraio 1922 a Muzot.

Dedicata al critico letterario e saggista tedesco Rudolf Kassner.

### Nona Elegia
Incominciata nel marzo 1912.

### Decima Elegia
Incominciata nel marzo 1912. Ripresa nell'autunno 1913 a Parigi, la termina l'11 febbraio 1922 a Muzot.

## Tematiche

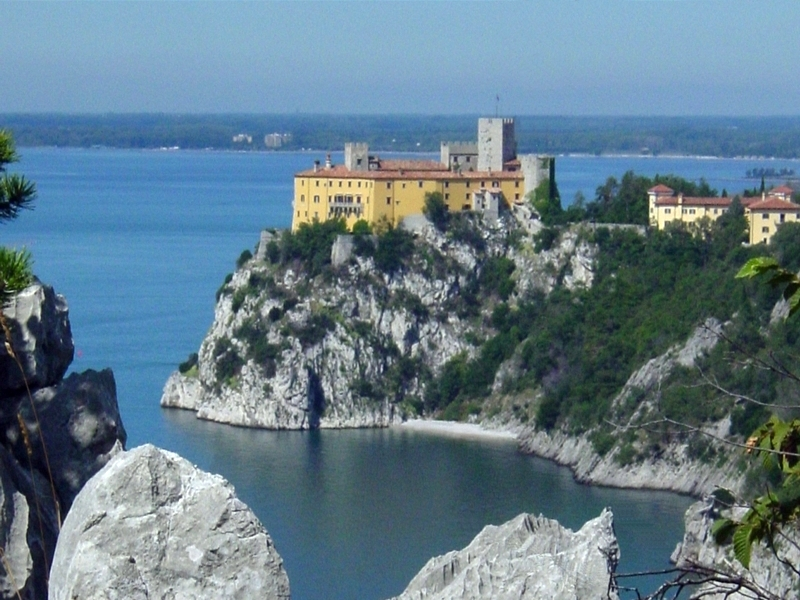
Tra l'ottobre 1911 il maggio 1912 Rilke venne ospitato nel castello di Duino da Marie von Thurn und Taxis. qui Il 21 gennaio terminò la Prima elegia duinese.

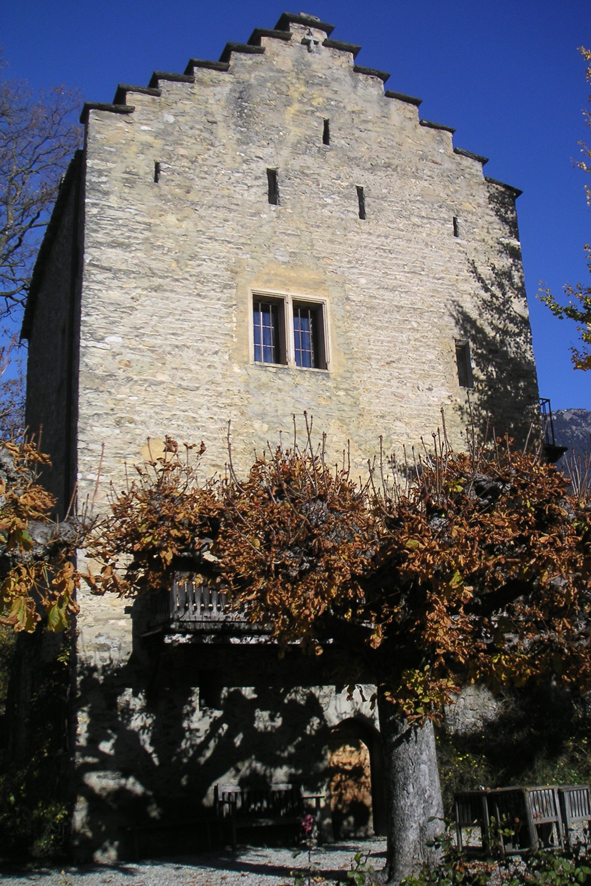
La torre medioevale a Muzot, in svizzera, dimora di Rilke, dove nel febbraio del 1922 concluse le Elegie duinesi e scrisse I sonetti a Orfeo

Tra le tematiche principali delle Elegie Duinesi troviamo l'inconsistenza della vita umana, l'inattendibilità dei sentimenti (seppur sublimi) e l'incombere della morte quale limite che falsa qualsiasi prospettiva umana. In questo contesto s'innestano altri temi secondari, attribuibili al periodo storico-culturale dei primi anni del 1900 ovvero: la denuncia nichilista della morte di Dio, l'individualismo proprio della cultura moderna occidentale, la sensazione dell'insuperabile crisi borghese, la condanna della società industriale poiché disumanizzante e massificante e quella al mercantilismo capitalistico. Rilke assume posizioni definibili di "anticapitalismo romantico".

### La vita e la morte
La soluzione del problema vitale diviene la creazione artistica. Il momento della creazione ha luogo in particolare in prossimità della morte, in grado di far provare emozioni capaci di superare l'inconsistenza, la caducità dell'esistenza.
Tale soluzione diventa ancora più forte se si pensa che la morte pare così, anche se solo per il poeta, subordinata alla poesia, in quanto suo elemento fecondante.
Rilke a riguardo del tema vita e morte:

### Le figure-chiave
- l'angelo: non ha nulla a che vedere con la figura tradizionale cristiana dell'angelo. Rilke ne trae solamente gli attributi come Bellezza e Grandezza, che intende come superiorità e positività.[11]
- la sfinge: Raffigura il dio egizio Ra, con viso umano e corpo di leone. Simbolo dell'Egitto che per l'autore è visto come punto di contatto con il Regno dei morti. Rilke aveva visitato nel 1911 gli splendidi templi di Karnak, al centro dell'Egitto, sul Nilo.
- gli amanti infelici: in loro, il sentimento d'amore in quanto non realizzato risulta più puro.
- i giovani morti: sono doppiamente caratterizzati dalla morte, in primo luogo perché appunto morti, in secondo dal momento che il loro trapasso è avvenuto quando avevano tutta la vita in potenza.
- il saltimbanco
- il viandante
- l'eroe: colui il quale sottomette la propria gioia al dovere. Accomunato alla figura dei morti giovani poiché anch'egli lontano dai legami che contraddistinguono la vita comune. Il suo è un eroismo astratto, privo di contenuti reali o concreti; è un eroismo che si nutre di sé stesso.
- il bambino: creatura autentica poiché non ha ancora ricevuto l'educazione che porta a interpretare (violare, nell'ottica rilkiana) il mondo.
- l'animale: libero perché esente dalla coscienza, prerogativa tutta umana.

Secondo il germanista Marino Freschi, il "nucleo della visione" rilkiana si trova nell'"apertura" tra visibile ed invisibile, inconoscibile nell'esperienza comune, accessibile solamente all'esperienza del bambino, all'estasi dell'amante, "al tremore fidente del morente". È l'esperienza che è ponte tra vita e morte: essa ci è concessa come luce-folgore dall'Angelo del Tempo, che fa esclamare al poeta, nella Settima Elegia: Essere qui è magnifico.

## Stile e linguaggio
Nello strumento espressivo adottato all'interno delle Elegie, Rilke fa emergere la sua volontà di rinnovamento. Tale volontà non si manifesta come un desiderio di frattura netto nei confronti della tradizione letteraria ma al contrario si realizza all'interno del suo canone. Rilke si dimostra innovativo sul piano lessicale: costanti sono la ricerca del vocabolo insolito e dell'accostamento inaspettato; altrettanto frequenti l'utilizzo di hapax e neologismi. È al contrario fedele alla tradizione poiché non si discosta dall'utilizzo di una sintassi letterariamente corretta, elimina dal suo vocabolario ogni termine scientifico-tecnico, si rifà ad un lessico che è quello reso canonico dal simbolismo francese.
Il piano espressivo si arricchisce dunque nella sua innovazione degli elementi propri della tradizione passata.